# Autofocus
 (juillet 2010).
Ne doit pas être confondu avec Auto Focus.

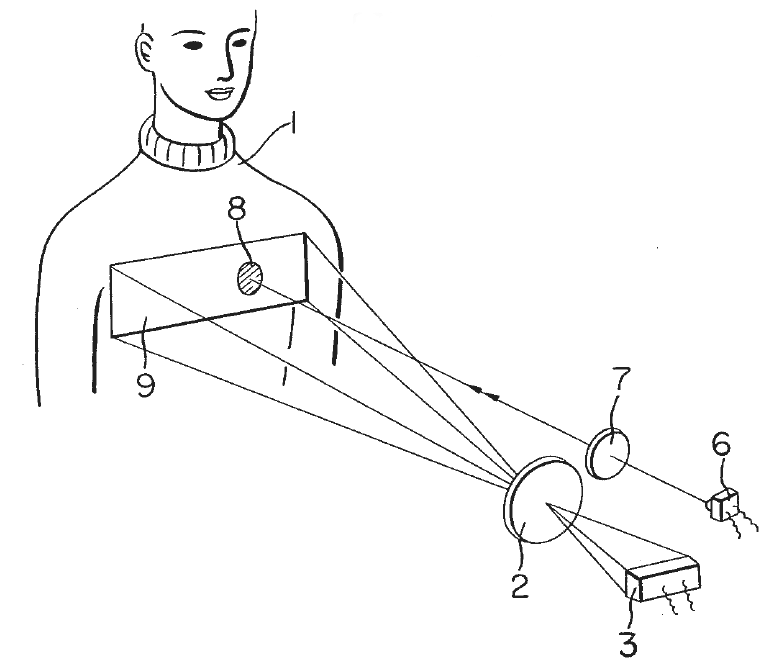
Principe du système de mise au point automatique.

L'autofocus ou auto-focus (AF) est le terme anglais, d'origine grecque (auto) et latine (focus), pour désigner la mise au point automatique. C'est une fonction qui permet la mise au point automatique de certains systèmes optiques comme les appareils photo, leur permettant de régler la netteté du sujet.

## Catégories

### Systèmes actifs
Ce sont les premiers systèmes autofocus inventés; ils équipent aussi bien les appareils photographiques compacts que les reflex. Ces systèmes, à l'inverse des autofocus passifs, ne dépendent pas du trajet de la lumière naturelle réfléchie par le sujet.
Il s'agit d'un système de mise au point télémétrique qui équipe aujourd'hui une minorité d'appareils photo.

#### Ultrason
Le principe est de mesurer le temps pris par le son pour faire un aller retour entre l'appareil et le sujet.
Le décalage temporel entre l'émission et la réception permet de calculer la distance séparant le sujet de l'appareil photographique.

#### Infrarouge
Une cellule émettrice envoie sur le sujet un seul ou une salve de faisceaux infrarouges, ceux-ci étant créés par une décharge de capacité (déclenchée par le photographe),
puis une cellule réceptrice reçoit le faisceau renvoyé par le sujet.
Cette cellule détecte les angles d'incidences du rayon réfléchi par le sujet.
Un filtre permet de vérifier que le faisceau réfléchi est bien à la même fréquence que celui envoyé.
La distance entre l'appareil et le sujet peut ainsi être déterminée par triangulation ; la mise au point est alors commandée par un servomoteur.

### Systèmes passifs
Le système passif équipe actuellement une majorité des appareils photographiques, qu'ils soient reflex, compacts ou encore bridge.
Dans ces systèmes passifs, on relève deux principaux autofocus.

#### Autofocusà corrélation de phase (ou à détection de phase)
Il utilise un système télémétrique constitué de capteurs CCD placés au fond de la chambre noire.
Il reçoit une fraction de la lumière réfléchie vers le bas par le miroir reflex. Son principe est basé sur la corrélation de phase. Néanmoins, afin d'en améliorer le comportement en lumière faible, certains appareils comportent aussi une cellule émettrice rouge ou infrarouge qui permet de projeter une mire sur le sujet afin de faciliter le travail de l'AF passif.

#### Autofocusà mesure de contraste
Cet autofocus est principalement utilisé sur les compacts.
Il est moins coûteux mais moins performant que l'autofocus à détection de phase pour les sujets en déplacement rapide.

#### Commande des objectifs photographiques

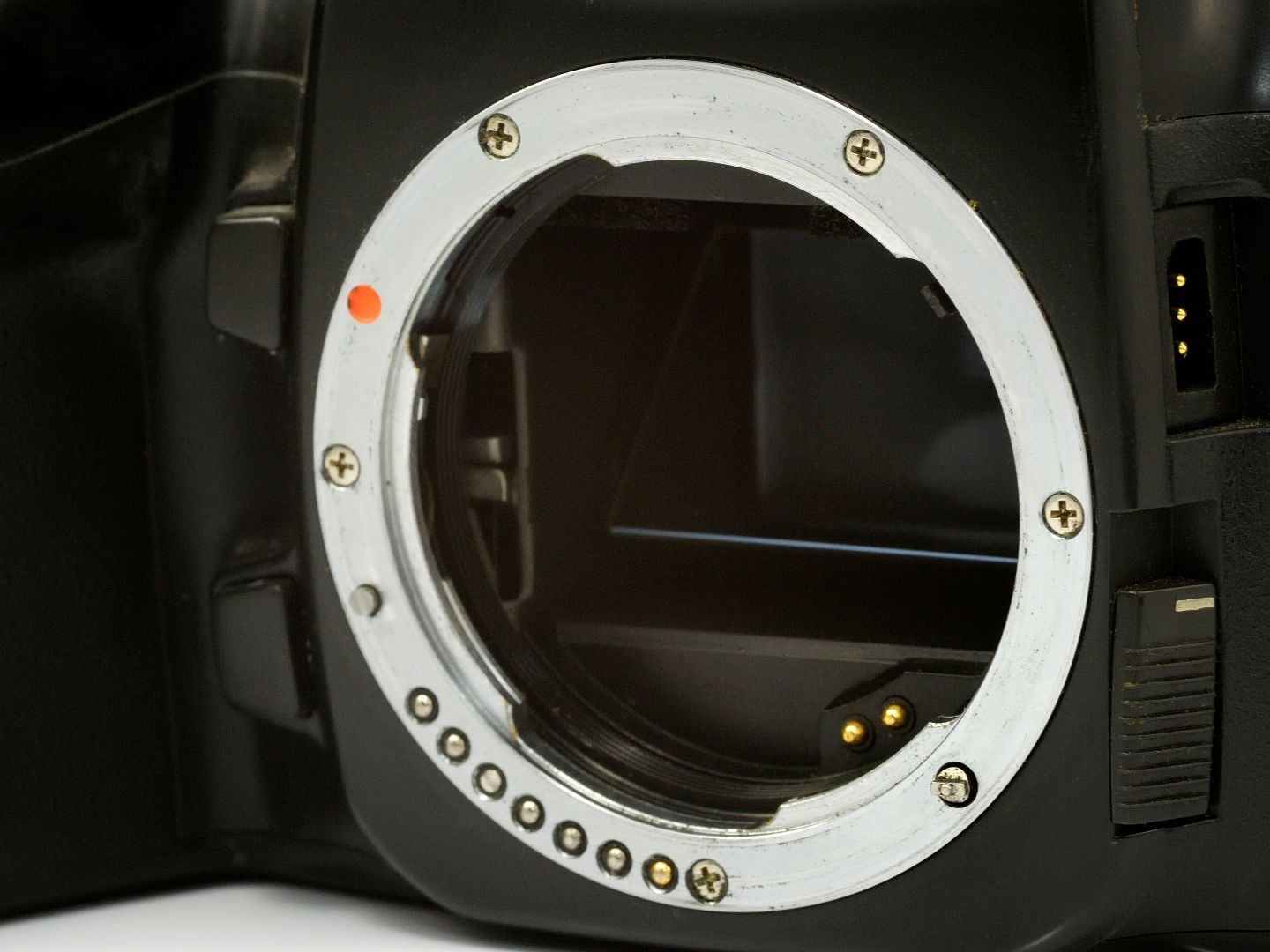
Baïonnette Pentax avec commande autofocus mécanique en bas à droite.

La plupart des marques de boîtiers reflex ont choisi de conserver des couplages mécaniques entre leurs boîtiers et les objectifs.
Le moteur qui fait tourner la bague de mise au point est situé soit à l'intérieur du boîtier soit dans l'optique.
La première solution a permis aux fabricants de maintenir une compatibilité entre les objectifs non autofocus et les boîtiers autofocus, et réciproquement. Un couplage mécanique sur la baïonnette de montage des optiques assure la transmission de la rotation du moteur vers l'objectif utilisé.
Certains constructeurs, Canon notamment, après des essais infructueux de moteur dans le boîtier, ont choisi de créer une nouvelle monture pour leur boîtiers autofocus où le couplage avec le boîtier est entièrement électrique.
Il y a donc un moteur dans l'objectif pour la mise au point et un autre pour le réglage du diaphragme.
Sigma, qui a commencé à fabriquer des boîtiers reflex dans les années 1990 a également suivi cette voie.
Depuis, d'autres fabricants, Nikon en particulier, ont choisi de mettre des moteurs dans leurs téléobjectifs haut de gamme pour accélérer la vitesse de mise au point.

## Avantages et inconvénients
La mise au point automatique (ou autofocus) a été rapidement perçue par le public comme un progrès significatif en réduisant le nombre de photos ratées tout en ne demandant aucun effort du photographe lui-même.

### Autofocusactifs
Ce type d'autofocus fonctionne bien sur des sujets peu contrastés : neige, mur blanc au centre de l'image. Son principal inconvénient est que si une vitre même très propre s'intercale entre l'appareil et le sujet, l'appareil tentera de faire la mise au point sur la vitre, ce qui donnera une photo très floue ! Pour remédier à ce problème, beaucoup d'appareils photo compacts disposent d'un mode « infini paysage » qu'il ne faut pas oublier d'activer si on fait par exemple des photos depuis un véhicule.
Vu son mode de fonctionnement, l'autofocus actif est surtout apte à mesurer de courtes distances, ce qui est suffisant pour les objectifs standards et grand angle mais le rend peu compatible avec l'emploi des téléobjectifs puissants.

### Autofocuspassifs
La première limitation tient à la vitesse de mise au point qui peut être limitée par la mécanique de l'appareil ou de l'optique. L' autofocus tend alors à introduire un délai entre la pression du déclencheur et la prise de l'image. Ce délai était particulièrement sensible sur des appareils d'entrée de gamme dans les années 1990. Actuellement, les grands constructeurs dotent tous leurs appareils reflex d'un autofocus performant. Toutefois les boîtiers amateur haut de gamme et professionnels sont dotés d' autofocus encore plus performants mais aussi plus complexes donc peu adaptés à une utilisation grand public.
Deuxièmement, le système de l' autofocus est limité par le contraste ou la luminosité du sujet photographié. Dans le cas des appareils reflex, on dit généralement qu'un objectif qui n'ouvre pas à un diaphragme plus important que f/5.6 ne permet pas le bon fonctionnement de l' autofocus (la valeur exacte dépend néanmoins des caractéristiques exactes du système complet).
Dans le cas des zooms transtandards de forte amplitude, l'autofocus qui fonctionne bien à la plupart des focales peut avoir des ratés lors d'un réglage sur la focale maximale.
Enfin, à moins d'avoir au départ un objectif très lumineux (f/2.8 ou mieux) l'utilisation d'un multiplicateur de focale est incompatible avec l'autofocus.
Ensuite, l'autofocus doit surtout déterminer la position du sujet et l'on sait que ce choix n'est pas facile (une problématique similaire existe pour le calcul de l'exposition en fonction du sujet). À l'instar des appareils disposant d'un autofocus actif qui considèrent que le sujet est toujours au centre de l'image, dans les années 1990 les reflex autofocus d'entrée de gamme ne disposaient que d'un seul capteur autofocus. Ceci conduisit beaucoup de photographes a cadrer leur sujet dans la zone centrale du viseur. Pour résoudre ce problème, la solution consista à mémoriser la distance au sujet en appuyant sur le déclencheur à mi-course. On peut alors recadrer le sujet différemment avant de prendre la photo. Mais ce mode opératoire s'accommode mal de prises de vues sur le vif : on devait alors revenir à la méthode manuelle.
Actuellement, même les reflex d'entrée de gamme disposent de plusieurs capteurs autofocus (cinq ou plus) répartis en divers endroits de l'image. Le système vous permet de sélectionner l'une ou l'autre zone.
Les appareils de milieu et haut de gamme incluent des options pour détecter automatiquement certaines attitudes du sujet à partir d'algorithmes reprenant les caractéristiques de milliers d'images réelles.
Au milieu des années 1990, Canon a développé pour ses boîtiers haut de gamme (EOS 5, 50E, 3 et 30) un système de sélection du capteur autofocus par les mouvements de l'œil du photographe. Un rayon laser permet de détecter la position de la pupille du photographe dans le viseur. Ce système nécessite au préalable une calibration par le photographe. Sur un boîtier EOS 3 (appareil semi-pro comportant 45 capteurs autofocus, nombre dépassé que très récemment avec les Nikon D3 et D300 qui en comporte 51), avec un téléobjectif lumineux, ce système permet lors de photos de cirque de faire la mise au point sur les fauves et non sur les barreaux de la cage. Mais sur les autres boîtiers la sélection du capteur par l'œil est plus aléatoire. Elle serait d'ailleurs incompatible avec le port de lunettes. Et puis penser à regarder dans le viseur l'élément du sujet le plus important n'est pas toujours un réflexe instinctif.
Une autre solution qui a la faveur des professionnels et des amateurs éclairés consiste à autoriser la retouche du point. Elle est possible lorsque l'objectif est équipé d'un moteur haut de gamme (prévu pour ça), ou s'il y a un système de déverrouillage automatique du moteur du boîtier. Dans le cas contraire, il faudra forcer sur la bague de mise au point, ce qui n'est pas conseillé.
Enfin, les sujets se déplaçant à partir de 50 km/h (14 m/s soit un temps de réaction de 0,072 s) constituent des cibles difficiles à suivre en matière d' autofocus car leur temps de réaction atteignent parfois une bonne fraction de seconde. On a pour cela développé de nombreuses technologies (dont l' autofocus prédictif qui essaye d'anticiper la position d'un sujet mobile dans le cadre) mais généralement, le photographe désactive son autofocus et travaille en mode manuel (photographie sportive, macrophotograhie, etc)
Dans les cas extrêmes, un autofocus peu performant, utilisé avec un objectif peu lumineux peut empêcher de déclencher ou dérégler la mise au point d'une photo qui, sans autofocus, aurait été presque nette. À l'opposé, avec du matériel haut de gamme, il est possible de faire des images nettes en rafale d'objets en mouvements, alors qu'une mise au point manuelle ne serait pas assez rapide.
Quoi qu'il en soit, l'apport de l'autofocus est tel que l'immense majorité des appareils photographiques est aujourd'hui équipée d'un tel dispositif qui n'a pas longtemps été boudé par les professionnels qui ont appris à l'utiliser avec ses forces et ses faiblesses.